# Ultime foglie/Adios, pampa mia
Ultime foglie/Adios, pampa mia è un singolo della cantante italiana Lucia Altieri pubblicato nel 1961 con la Phonocolor. Nell'esecuzione dei brani, Lucia Altieri è accompagnata da Giorgio Fabor e la sua orchestra.

## Tracce
1. Ultime foglie (Umberto Bertini)
2. Adios, pampa mia (Francisco Canaro e Mariano Mores)